# Majayjay
Majayjay è una municipalità di quarta classe delle Filippine, situata nella Provincia di Laguna, nella Regione del Calabarzon.
Majayjay è formata da 40 baranggay:
- Amonoy
- Bakia
- Balanac
- Balayong
- Banilad
- Banti
- Bitaoy
- Botocan
- Bukal
- Burgos
- Burol
- Coralao
- Gagalot
- Ibabang Banga
- Ibabang Bayucain
- Ilayang Banga
- Ilayang Bayucain
- Isabang
- Malinao
- May-It

- Munting Kawayan
- Olla
- Oobi
- Origuel (Pob.)
- Panalaban
- Pangil
- Panglan
- Piit
- Pook
- Rizal
- San Francisco (Pob.)
- San Isidro
- San Miguel (Pob.)
- San Roque
- Santa Catalina (Pob.)
- Suba
- Talortor
- Tanawan
- Taytay
- Villa Nogales